# Xã Argo, Quận Brookings, South Dakota
Xã Argo (tiếng Anh: Argo Township) là một xã thuộc quận Brookings, tiểu bang Nam Dakota, Hoa Kỳ. Năm 2010, dân số của xã này là 131 người.